# Kabelbruch
Ein Kabelbruch in einem Kabel tritt ein, wenn durch physische Belastung der Metall- oder Glasfaserleiter teilweise oder ganz durchtrennt und somit die elektrische bzw. optische Verbindung unterbrochen wird. Das Kabel muss in Folge ersetzt oder repariert werden. Ursache sind unter anderem zu starke mechanische Belastungen oder Verschleiß.
Auch ein Bruch des Trag- oder Zugseils einer Seilbahn wird als Kabelbruch bezeichnet.

## Auftreten

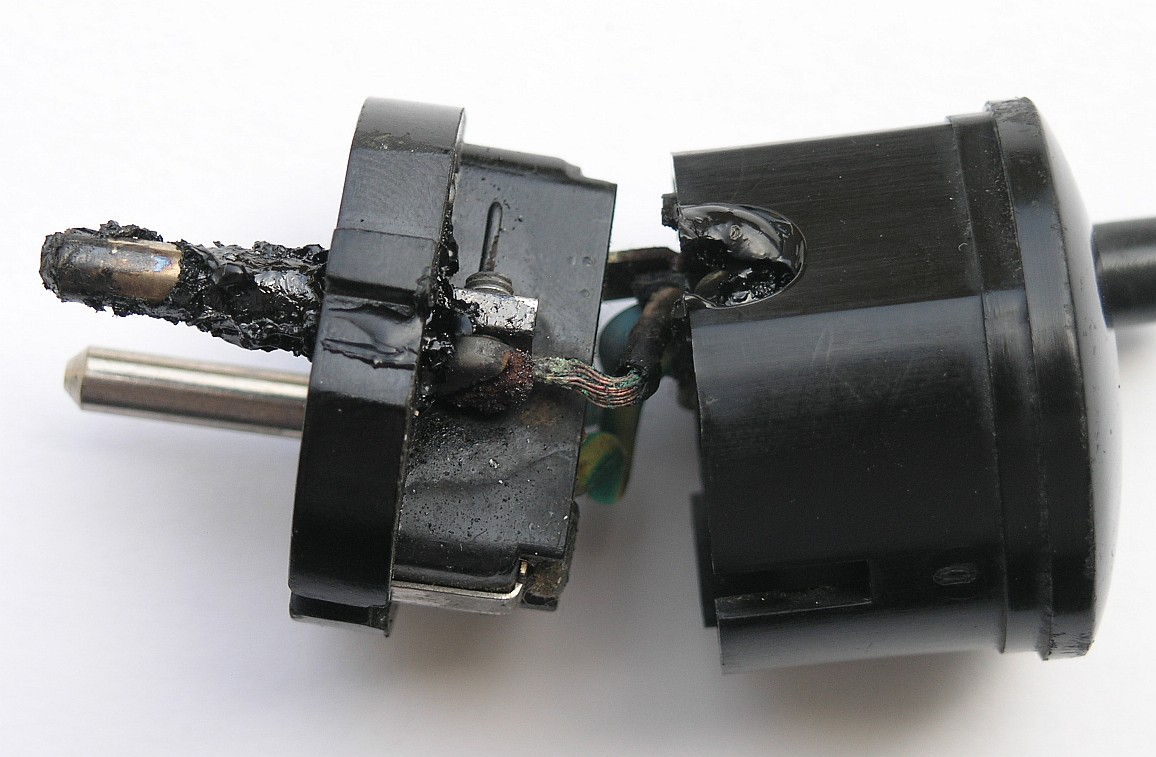
Brandschaden zufolge Kabelbruch in der Kabelklemme

Kabelbrüche ereignen sich häufig an den Stellen wo hohe mechanische Spannungen oder unzulässig starke Biegungen auftreten, da dort in der Regel die höchste mechanische Beanspruchung herrscht. In Fällen mit hinreichend hoher Strombelastung kann die an der Bruchstelle entstehende Hitze zu einem Kabelbrand führen, wenn der elektrische Leiter z. B. entlang der neutralen Faser nicht gänzlich durchbrochen ist.
In Energieführungsketten eingesetzte Kabel mit erhöhter Biegsamkeit, die Schleppkettenleitungen, weisen am Ende ihrer Lebensdauer ebenfalls Kabelbrüche auf Grund von Verschleiß auf; dies betrifft zwar oft nur wenige Drähte der Litze, aber insgesamt werden die elektrischen Werte durch Erhöhung des Widerstands nachteilig beeinflusst. Daher müssen diese Leitungen dann ausgetauscht werden.
Kabelbruch kann auch schon im Rahmen der Produktion des Kabels auftreten, wenn während der Produktion einer Leitung beim Extrudieren oder Verseilen ein Bedienungsfehler oder technischer Defekt auftritt, bei dem die Litze oder der Draht zu stark gedehnt oder durch Schlaufenbildung zerschnitten wird. Diese Stellen werden entsprechend gekennzeichnet und je nach Anwendungszweck wird die Leitung dort geschnitten oder repariert, meist durch Schweißen oder Löten an der Schadstelle.